# Quarzglas
| Allgemeines                                                        | Allgemeines              |
| ------------------------------------------------------------------ | ------------------------ |
| Name                                                               | Quarzglas                |
| Andere Namen                                                       | fused silica, Kieselglas |
| Summenformel                                                       | SiO2                     |
| Kurzbeschreibung                                                   | Glas aus reinem SiO2     |
| Eigenschaften                                                      |                          |
| Physikalische Eigenschaften                                        |                          |
| Dichte                                                             | 2,201 g/cm³              |
| Zugfestigkeit (stark abhängig von Gestalt und Oberflächenqualität) | ca. 50 N/mm²             |
| Härte                                                              | 5,3–6,5 Mohs; 8,8 GPa    |
| Schallgeschwindigkeit, longitudinal                                | 5930 m/s                 |
| Schallgeschwindigkeit, transversal                                 | 3750 m/s                 |
| Verunreinigungen                                                   | typ. 10–1000 ppm         |
| Optische Eigenschaften                                             |                          |
| Transmission                                                       | 170–5000 nm              |
| Brechungsindex                                                     | 1,46 bei 589,3 nm        |
| Brewster-Winkel                                                    | 55,58°                   |
| Thermische Eigenschaften                                           |                          |
| Wärmeausdehnungskoeffizient 0 … 600 °C                             | 0,54 10−6 K−1            |
| Spezifische Wärmekapazität 0 … 900 °C                              | 1052 J/(kg K)            |
| Wärmeleitfähigkeit (20 °C)                                         | 1,38 W/(m K)             |
| Phononen-Wärmeleitfähigkeit (2000 °C)                              | 15 W/(m K)               |
| Transformationspunkt                                               | 1130 °C                  |
| Littletontemperatur                                                | 1760 °C                  |
| Verarbeitungstemperatur                                            | >2000 °C                 |
| Siedepunkt                                                         | 2230 °C                  |

Quarzglas, auch als Kieselglas bezeichnet, ist ein Glas, das im Gegensatz zu den gebräuchlichen Gläsern keine Beimengungen von Natriumcarbonat oder Calciumoxid enthält, d. h. aus reinem Siliziumdioxid (SiO2) besteht. Industriell hergestelltes Quarzglas hat abhängig vom Vormaterial und Fertigungsprozess unterschiedliche Konzentrationen von Verunreinigungen, die im ppm- bzw. für synthetisches Kieselglas im ppb-Bereich liegen.
Es kann durch Aufschmelzung und Wiedererstarrung von Quarz (Quarzsand oder künstlich hergestellt) gewonnen werden, daher auch die Bezeichnung Quarzglas und die englische Bezeichnung fused quartz oder fused silica.
Natürlich vorkommendes Quarzglas wird als Lechatelierit bezeichnet.
Richard Küch (1860–1915), Physiker und Chemiker, entdeckte 1899, dass Siliziumdioxid in einer Knallgasflamme blasenfrei und in höchster Reinheit zu schmelzen ist, und machte Quarzglas für die Industrie als Massenprodukt verwendbar.

## Eigenschaften
- Durchlässigkeit für Ultraviolett- bis Infrarotstrahlung (von 170 nm bis 5 µm Wellenlänge)[6][7]
- Geringer thermischer Ausdehnungskoeffizient und hohe Temperaturwechselbeständigkeit
- Hohe chemische Beständigkeit: Quarzglas wird mit Ausnahme von Flusssäure und heißer Phosphorsäure von keiner Säure angegriffen und verhält sich gegenüber vielen anderen Stoffen neutral.
- Die Durchschlagsfestigkeit beträgt ca. 40 kV/mm, was Quarzglas zu einem guten Isolationsmaterial in elektrotechnischen Bauteilen wie Optokopplern macht.
- Die Erweichungstemperatur liegt deutlich höher als die von anderen Gläsern.

## Anwendungen
- Fenster- und Linsenmaterial für Ultraviolett-Optik (Excimer-Laser, Fotolithografie)
- Isolationsschicht in Halbleiterbauelementen (MOS-Technologie)
- Kolben für Halogenglühlampen
- Kolben für Xenon-Gasentladungslampen (Xenonlicht, Fotoblitz, Stroboskop)
- Entladungsgefäße für Quecksilberdampflampen (Hoch- und Höchstdrucklampen, auch Niederdrucklampen, wenn UV-Emission erwünscht ist)
- Material für Anlagen in der Halbleiterfertigung
- Küvetten für die instrumentelle Analytik
- Material für die Trennsäulen in der Gaschromatographie
- Material für Lichtleitkabel (Laserstrahlübertragung, Nachrichtentechnik)
- Fenster sowie Bestandteile der Hitzeschutzkacheln des Space Shuttle
- Retroreflektoren für Messlaser am EDM-Lander von ExoMars
- Sicht- und Messfenster in heißen Umgebungen (Öfen, Motoren, Gasturbinen)
- Isolationsmaterial in elektrotechnischen Bauteilen wie Optokopplern
- Musikinstrumente (Verrophon, Glasharmonika, Glasharfe)
- Schutzrohr für die Wasserentkeimung mit UV-Strahlung
- Substrat für Raman-Spektroskopie-Messungen
- Reflektoren für die zentimetergenaue Entfernungsmessung zwischen Kontinenten zur Bestimmung der Kontinentaldrift
- Lunar Laser Ranging-Reflektoren für die zentimetergenaue Entfernungsmessung zwischen Erde und Mond, entwickelt u. a. von den Ingenieuren Heinrich Mohn und Peter Hitzschke bei Heraeus in Hanau[8][9]

Quarzglas hoher Reinheit ist im Wellenlängenbereich von 190 nm bis 3,5 µm transparent, hat jedoch normalerweise ein durch OH−-Gruppen verursachtes Absorptionsband um die 2,5 bis 3 µm. Verbesserte Infrarot-Transmission bei Wellenlängen von 2,2 bis 3 µm wird durch verringerten Hydroxy-Gruppen-(OH-Gruppen-)Gehalt erreicht. Der Normalwert liegt bei 100 ppm, bei verbesserter IR-Transmission unterhalb von 1 bis 3 ppm.
Durch Dotierung mit Titan kann UV-C-Absorption, durch Cer-Dotierung kann Absorption im gesamten Ultraviolettbereich erreicht werden (UV-blockende Halogenglühlampen).

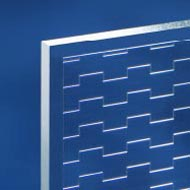
Quarzglas-Wafer mit Mikrokanalstruktur als Vorprodukt für eine Losgröße Nanoliter-Küvetten

In der instrumentellen Analytik werden Küvetten aus Quarzglas zur Messung von Volumina unter 50 nl eingesetzt. Erst die besonderen Eigenschaften des Quarzglases ermöglichen Messapparaturen und Zuführungskanäle unter 100 µm Durchmesser.

Wegen der teilweise sehr geringen spezifischen Absorption der Proben kann die Schichtdicke nicht beliebig verkleinert werden. Daraus folgt, dass immer geringere Querschnitte der Messapparaturen und der Zuführungskanäle bis unter 100 µm Durchmesser gefordert sind. So werden Messvolumina von weniger als 50 nl erreicht. Die Fertigung erfolgt mittels Mikrolithographie und Ätzen. Weitere wichtige Eigenschaften von Quarzglas für die Herstellung von Küvetten sind sein hoher Reintransmissionsgrad zwischen etwa 200 nm bis 4 µm, seine gute chemische Widerstandsfähigkeit und die geringe elektrische Leitfähigkeit.
Der sehr niedrige Ausdehnungskoeffizient von Quarzglas bewirkt dessen hohe Temperaturwechselbeständigkeit. Dies und die hohe Erweichungstemperatur des Quarzglases erlauben es, Bauteile, Rohre und Gefäße herzustellen, die Temperaturen bis max. 1400 °C standhalten.